# 石塚初美
石塚 初美（いしづか はつみ、1980年1月9日 - ）は、埼玉県出身の女優・モデル・声優・ナレーター・司会者・MCリポーター。

## 人物
- 身長は167cm、体重は49kgである。
- 趣味はホットヨガ・カラオケ・犬と遊ぶこと、特技は歌・ダンス・書道・どこでも寝られること。
- えりオフィス所属。
- 1997エルセーヌミス・テラクィーンコンテスト準グランプリ受賞。
- 芸能人女子フットサルチーム「HbG」（現・chakuchaku J.b）の元メンバー。

## 出演

### テレビ

#### テレビ朝日
- 下北サンデーズ - ビジンジャーレッド 役
- 着信アリ
- 帰ってきた昭和の名曲
- 異議あり!女弁護士大岡法江 第2話・第8話・第9話 - 書記官 役
- 大改造!!劇的ビフォーアフター
- プライベートバンカー 最終回（2025年3月6日、テレビ朝日） - 大成銀行・金子 役[1]

#### TBS系列
- 幸せになりたい!

#### フジテレビ系列
- 古畑任三郎FINAL〜フェアな殺人者〜 - リポーター 役
- 危険なアネキ
- 僕の歩く道 - お天気お姉さん 役
- すべてがFになる 第6話（2014年11月25日）[2]

#### 日本テレビ系列
- 謎を解け!まさかのミステリー
- 汐留スタイル!
- セクシーボイスアンドロボ
- GO HOME〜警視庁身元不明人相談室〜 第2話 - 藤代静江 役

#### テレビ東京系列
- ぼくだけの☆アイドル
- ウルトラマンデッカー - アナウンサー 役

#### テレビ埼玉
- ひるたま
- ごごたま
- 常盤6丁目情報局

### インターネット

#### GyaO
- 歌で逢いましょう

#### その他
- 涙の温度「クリスマス・イブ」
- 富士通 LOOXP ショートドラマ
- BBコアラ ドライブの達人 茨城県笹間方面
- 日本科学協会 Cubic Earth 〜もしも地球が立方体だったら〜 ショートドラマ

### 映画
- メノット
- ホールドアップダウン

### CM
- バンプレスト パレットシリーズ 石・オーロラ篇
- マクドナルド 謎のカタチ篇
- フィッシャープライス社 ナレーション
- NTT DoCoMo（インフォマーシャル）

### スチル
- NTT東日本 テガルス新聞全面広告
- USENポスター
- msn2006ゆかた特集モデル
- ガリバー企業広告

#### MC
- 東京モーターショー2005 ポルシェブース
- CEATEC2005 パナソニックブース メインステージ
- 次世代ワールドホビーフェア 任天堂ブース